# Michel Crespin
Michel Crespin (* 28. April 1955 in Saint-Bonnet-en-Champsaur, Hautes-Alpes; † 14. Februar 2001) war ein französischer Comiczeichner.
Nach einem Studium in Nizza veröffentlichte er ab 1977 erste Kurzgeschichten im Magazin Métal hurlant. Sein Hauptthema, die Eroberung der Natur durch den technischen Fortschritt, war bereits in diesen frühen Arbeiten zu erahnen. Zwei Jahre später folgte dann seine beklemmende Dystopie Marseil (dt.: Im Schatten der Freiheit) als Album, fünf weitere sollten folgen. In Deutschland erschienen drei Bände der Reihe unter dem Titel Verbrannte Erde.
Für den Verlag Vents d’Ouest zeichnete er ab 1999 die dreiteilige Mittelalter-Saga Troubadour. In den 1990er Jahren zeichnete er noch weitere Einzelalben und arbeitete auch als Illustrator für eine Reihe von Kinderbüchern.

## Alben
- Verbrannte Erde (3 Alben, Carlsen Verlag 1983–1984)
- Troubadour (3 Alben, Arboris 1989–1998)